# Le Tourbillon des âmes
Pour plus de détails, voir Fiche technique et Distribution.
Le Tourbillon des âmes (Feet of Clay) est un film américain réalisé par Cecil B. DeMille et sorti en 1924. Il est considéré comme perdu.

## Fiche technique
- Titre original : Feet of Clay
- Réalisation : Cecil B. DeMille
- Scénario : Beulah Marie Dix, Bertram Millhauser d'après le roman Feet of Clay de Margaretta Tuttle et la pièce Across the Border de Beulah Marie Dix[1]
- Photographie : J. Peverell Marley, Archie Stout
- Production : Famous Players-Lasky
- Distribution : Paramount Pictures
- Montage : Anne Bauchens
- durée : 10 bobines[2],[3]
- Dates de sortie : 
  - USA : 28 septembre 1924

## Distribution
- Vera Reynolds : Amy Loring
- Rod La Rocque : Kerry Harlan
- Julia Faye : Bertha Lansell
- Ricardo Cortez : Tony Channing
- Robert Edeson : Dr. Fergus Lansell
- Theodore Kosloff : Bendick
- Victor Varconi : Bookkeeper
- William Boyd (non crédité)
- J.C. Fowler (non crédité)
- Lucien Littlefield (non crédité)